# Монастырь тринитариев (Луцк)
Монастырь тринитариев — бывший католический монастырь в Луцке, от которого сохранились только кельи 1729 года (по улице Сенатор Левчановской, 4) — памятник архитектуры национального значения.

## Предыстория. Церковь Святого Михаила
Среди архипелага церквей, монастырей и костёлов, которые находились на Помостичах — северной части Луцка — была православная церковь Святого Михаила. Вероятно, она была построена ещё в XV в. В 1583 году в результате какого-то конфликта храм был закрыт на время и не функционировал . Известно, что в 1591 году службы здесь проводил пресвитер Григорий.
Вскоре после Брестской унии Михайловский храм перешёл к униатам. Это вызвало возмущение у ремесленников сообществу и городской администрации. Они во главе с бурмистром Матвеем Демковичем в ответ на переход забрали из храма церковное имущество: два Евангелия, Апостол, две Триоди, Ирмологий, два Октоиха, Устав, два Псалтири, один из которых был рукописным, иконы, ризы, поручи, серебряную чашу, звездицу, дискос, лжицу, крест . Неизвестно чем это закончилось, но храм продолжал находиться в составе униатской церкви. В 1605 году в луцком Гродском суде рассматривался иск Бартоломея Опралка против семи униатских священников Луцка, в числе которых был отец Кузьма из церкви Святого Михаила. Упомянутые отцы отказались платить 10 злотых с каждого лица униатского священника, что было установлено на Краковском сейме в 1603 году .

Эмблема ордена

16 октября 1635 года член Луцкого братства волынский шляхтич и епископ Афанасий Пузина в сопровождении вооруженной группы людей прибыл в Михайловскую церковь с требованием передать её под свою власть. Однако священники отказались. На церковь повесили замки, которые через 11 дней были сломаны сторонниками Пузины, после чего церковь Святого Михаила окончательно перешла к православному епископству.
В 1702 году Даниил Братковский завещал на поддержание храма 10 злотых, однако он к этому времени уже приходил в упадок, что было связано с существенными потерями позиций православной паствы, которая к тому же, значительно уменьшилась количественно. Наконец, Михайловская церковь вновь перешла к греко-католикам, однако не могли содержать храм. В этот период в сентябре 1717 года в Луцке был утвержден орден тринитариев, поэтому было решено передать им храм с условием, что они отремонтируют его и сохранят посвящение Архангелу Михаилу. В 1718 году луцкий униатский владыка подтвердил передачу церкви ордена тринитариев .

## История костёла и монастыря

### В Речи Посполитой

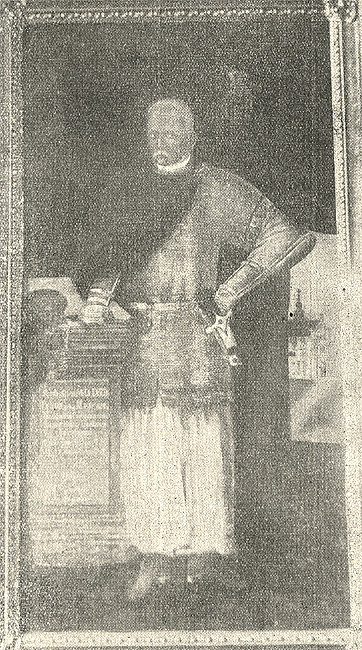
Павел Майковский

Итак, тринитарии отреставрировали церковь Михаила и стали использовать её для своих нужд. Настоятелем конвента в то время стал Пётр Любенецкий. Именно он получил фонд в размере 60 тысяч злотых на строительство монастыря и костёла от брацлавского казначея Павла Майковского. Монахи ордена купили рядом с церковью землю, где начали строить новый барочный комплекс. Существует легенда, связанная с этим фондом, который изначально якобы предназначлся для бернардинского конвента Луцка :
 Как то постучался поздно вечером в дверь бернардинского монастыря бедно одетый человек, попросил еды и убежища, добавив, что очень щедро отблагодарит. И настоятель Сокирский ответил, что все уже пообедали, и приказал дать путнику хлеб и кружку пива. Незнакомцу такой прием не понравился, и он пошёл до тринитарив, где его три дня принимали и кормили. Отблагодарил незнакомец очень искренне - отдал свои сокровища тринитарам. Так был построен тринитарский монастырь. А незнакомцем был Павел Майковский из Брацлава, который решил использовать свои богатства на славу Богу 

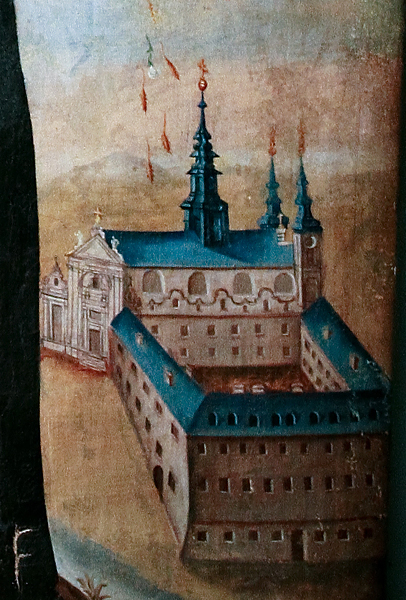
Архитектурный комплекс конвента

11 ноября 1729 был освящен тринитарский костёл Архангела Михаила и Апостола Павла. Старая Михайловская церковь была разобрана. Костёл был построен в стиле барокко. Располагался вдоль одной из главных улиц этого района Луцка – Олицкой. Костёл был трехнефовым. Имел две башни со шпилями и центральный большой шпиль. Две башни принадлежали к главному фасаду с барочным аттиком. Центральная часть фасада завершалась треугольным фронтоном со скульптурами на наклонных карнизах. Фасад оформлялся пилястрами, которые поддерживали лог-карниз с фронтоном. С восточной стороны к костёлу примыкал П-образный монастырь с внутренним двором. Территория была огорожена забором с двухъярусными воротами .
Вид нового костёла можно увидеть на иконе Святого Игнатия, которая была написана в середине XVIII века. На ней представлен тринитарский костёл рядом с фрагментом застройки замков тогдашнего Луцка. Предполагается, что эта икона могла писаться именно для монастыря луцких тринитариев .
Интерьер костёла и монастыря был покрыт фресками, которые отражали деятельность ордена во всей Речи Посполитой . Автором работ был художник член ордена Йозеф Прехтль. Так, в монастыре цикл из 30 образов, которые рассказывали о жизни Святого Феликса де Валуа и Жана де Мать, основателей ордена 
При тринитарском монастыре действовал коллегиум с философскими и теологическими студиями, преподаванием грамматики и других наук. Также содержалась библиотека Bibliotheca collegii Luceoriensis ordinis Trinitatis, где в частности хранились исторические документы, которые освещали политические события и историю других католических орденов .

### В Российской империи

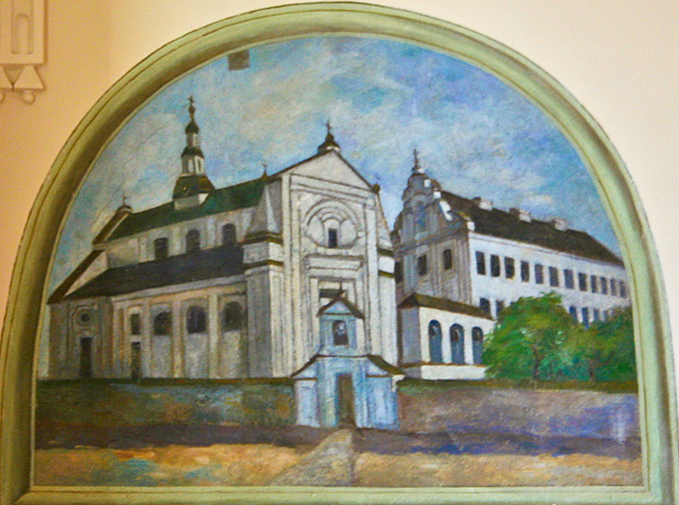
Архитектурный комплекс конвента после перестройки

Неизвестно когда и по какой причине, но точно до середины XIX века костёл был перестроен в стиле классицизма. Изображение комплекса находится на стене ризницы луцкой латинского кафедры. Высоких шпилей уже нет. Напротив фасада построили колокольню. А входные ворота увенчаны небольшой башней со скульптурой святого.
Тринитраские монахи играли роль в развитии школ на Волыни. Так, трое тринитар должны были направлены в Вильнюсский университет для учительской подготовки . Кроме того, орден передал значительную сумму на развитие образования. Также материально поддерживал школы в Луцке . Во время Отечественной войны 1812 года монастырь временно использовался как военный госпиталь. В целом положение ордена после вхождения Волыни в состав Российской империи только ухудшалось. Русская администрация пыталась бороться против католицизма, политических и гражданских прав католиков .

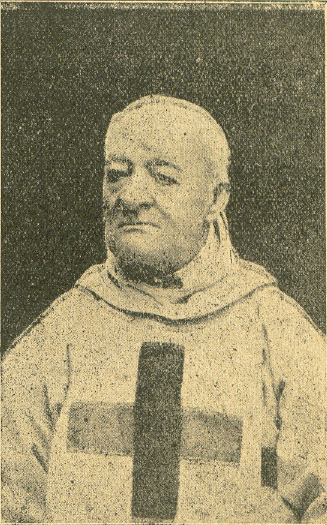
Мечислав Штейнер. Последний луцкий тринитар

В 1845 году луцкий тринитарский конвент потерпел притеснении. У него было забрано имения на Яровици, Вышкове, Киверцах, Сокиричах и другие. А в 1849 году костёл был отменён вообще. Последним тринитаром луцким был Мечислав Штейнер. В 1863 году здесь сделали тюрьму для политических заключенных, куда в частности сажали участников польского восстания . В 1869 году власти постановили разобрать костёл на строительный материал, который пошел на строительство военного госпиталя в селе Красном, что впоследствии стало западной окраиной города.
В помещении монастыря разместили окружной суд. Во дворе суда в 1895 году построили памятник российскому императору Александру III. А рядом с местом, где стоял костёл, восстановленное Луцкое братство соорудлило Иверскую часовню. Позже во время Первой мировой войны памятника не стало, а часовню сожгли в 1961 году . В межвоенное двадцатилетие, когда Волынь входила в состав II Речи Посполитой, в окружном суде происходили громкие дела над коммунистами. Рядом проводились их казни.
После всех событий и перестроек осталось только помещение монастыря. Сегодня оно вновь используется как военный госпиталь.

## Архитектура
Монастырь имеет два этажа, кроме восточной части, где в результате падения рельефа нарастили третий. Планировка помещения коридорная. Средняя часть имеет комнаты, окна которых выходят наружу, а окна коридоров — во внутренний двор. Боковые крылья имеют двустороннюю планировку комнат с коридором посередине. В южном углу дома — внутренняя лестничная клетка. Перекрытия комнат цокольного этажа крещатое, а коридоров — цилиндрическое. Внешне монастырь привлекает торцами в стиле классицизма — последствия перестройки, которая произошла в 1869 году, когда костёл разбирали.

## Галерея

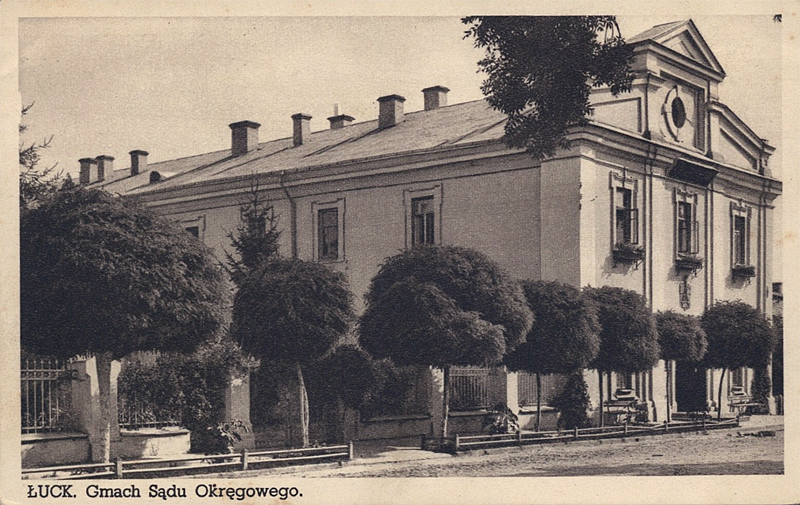
Улица возле суда
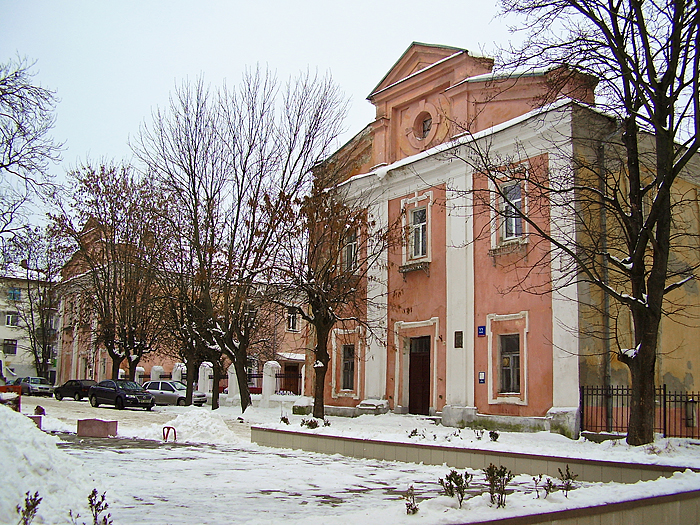
Два крыла монастыря
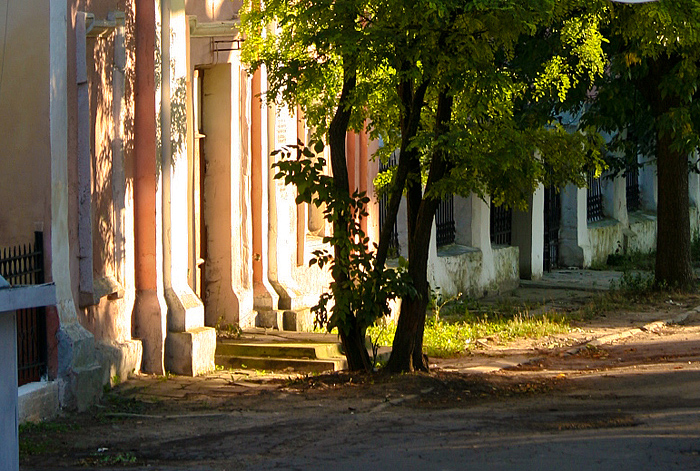
Вечером
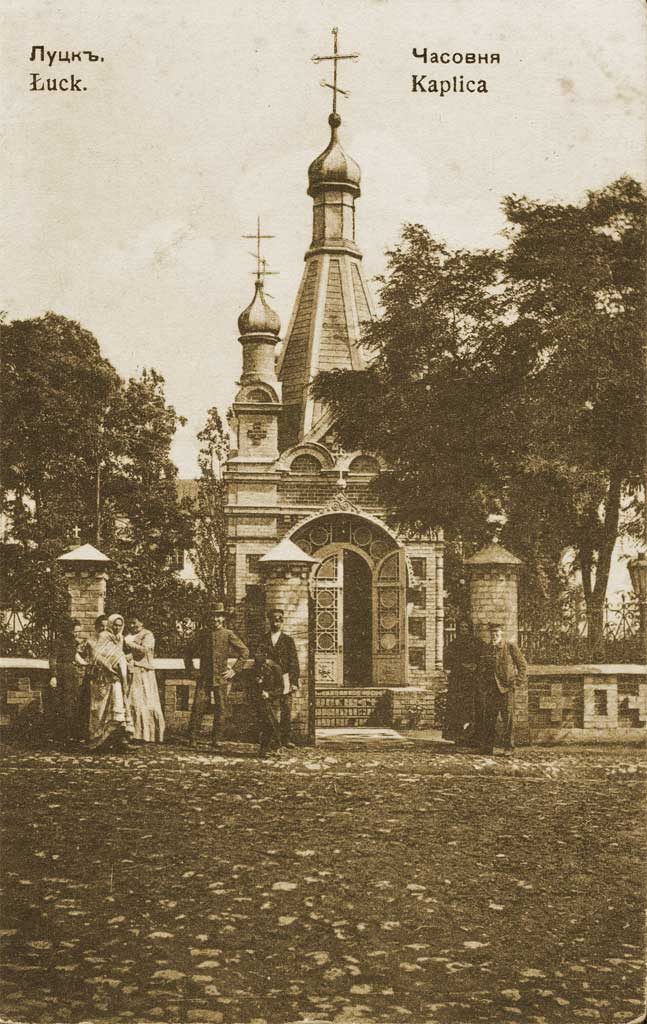
Иверская часовня
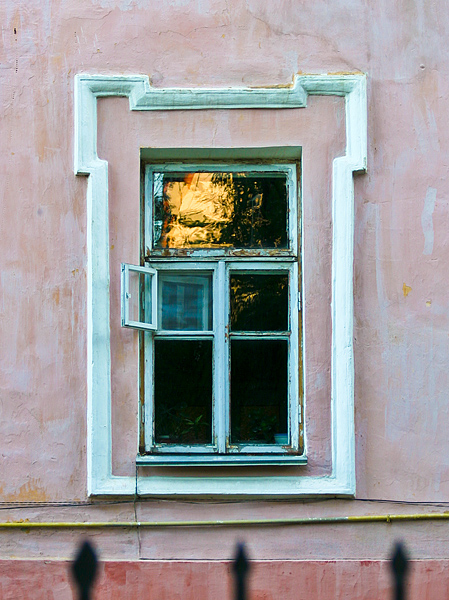
Окно